# Srđ (časopis)
Srđ, dubrovački srbokatolički književni i znanstveni časopis koji je izlazio svakih petnaest dana (rjeđe jednom mjesečno kao dvobroj) od 15. siječnja 1902. do 15. svibnja 1908. uz financijskim teškoćama uzrokovan prekid od 30. lipnja 1905. do 15. svibnja 1906. godine. Časopis je dobio ime po brdu iznad Dubrovnika, a njegov vlasnik, izdavatelj i odgovorni urednik sve do svoje smrti 14. listopada 1904. bio je Antun Fabris.
Dubrovački srbokatolici su prije Srđa izdavali časopise. Najranije su to učinili Matija Ban, Medo Pucić i Ivan August Kaznačić kad su 1849. pokrenuli godišnjak Dubrovnik cviet narodnog književstva koji se ugasio već 1851. godine. Sljedeće nastojanje bilo je vezano za djelatnost Narodne štionice Dubrovnik koja je osnovana godine 1863. Ona je izdala tri sveska godišnjaka Dubrovnik i pet sveskova godišnjaka Zabavnik (Narodne) štionice dubrovačke. Postojaniji i znatno uspješniji pokušaj bilo je izdavanje časopisa Slovinac koji je neprekidno tiskan od 1. svibnja 1878. do 21. prosinca 1884. godine. Srpski list Dubrovnik izlazio je od 1892. do 1914. godine i u njemu je vršena promidžba, tj. nastojalo se dokazati srpstvo Dubrovnika (tome je služio i časopis Gušterica). Njemu oprječni bili su hrvatski časopisi Crvena Hrvatska i Prava Crvena Hrvatska koji su promicali hrvatstvo Dubrovnika. Časopis Srđ više je bio usmjeren na kulturnu sastavnicu srbokatoličkoga pokreta.

## Časopis Srđ
Početkom 1902. godine došlo je do osnivanja Srđa i Srpskodubrovačke biblioteke. List je izdavala Srpska Dubrovačka Štamparija Antuna Pasarića, a dodatak uz ime mu je bio list za kniževnost i nauku. Pokretanje časopisa bilo je najavljeno proglasom na naslovnici zadnjeg broja lista Dubrovnik za 1901. godinu, u broju 56 od 29. prosinca. Proglas su potpisali profesor Luko Zore kao glavni suradnik i Antun Fabris kao vlasnik i urednik.
Pokretači su odlučili časopisu dati isključivo srpsko usmjerenje, te ga tiskati latiničnim i ćirilićnim pismom. Istaknuli su želju da Srđ postane književno glasilo svih Srba na primorju. U nešto više od šest godina tiskano je 135 brojeva formata 14 cm x 22 cm s opusom od 6 378 stranica. Tiskan je latinicom i ćirilicom, slijedeći tako tradiciju Slovinca. Odnos dvaju pisama bio je otprilike 74% latinice i 26% ćirilice. Zvao se listom za književnost i znanost, ali je prevladavala književna građa (oko 70% u korist iste). Nakon Fabrisove smrti vlasnik, izdavatelj i odgovorni urednik bio je profesor Miho Vacchetti, a nakon njega Kristo Dominković. Nakon privremenoga u časopisu Dubrovnik najavljenog gašenja i ponovnog pokretanja odgovorni urednik bio je profesor Antonije Vučetić koji je cijenu snizio s 12 na 10 kruna, a cijena za inozemstvo iznosila je 15 franaka u zlatu. Zadnji članak objavljen u Srđu bio je osvrt na list Tršćanski Lloyd.
Oko 230 stranica časopisa filozofskim i književnim raspravama ispisao je franjevac Kalist Tadin. Osim Vučetića časopisu su znatnije doprinosili Milan P. Jovanović, Walter. bar Ljubibratić, Petar Kolendić, Antun Vuletić, Vid Vuletić Vukasović, Filip Kulišić, Radomir Kr. Orlinski, Kosta St. Pavlović, Vicko Tripković Podnopoljski, anonimni Marinko itd. U časopisu su objavljivani znanstveni i književni prilozi iz dubrovačke znanstvene i književne baštine te prilozi iz svjetske književnosti i znanosti. Objavljeno je stotinjak književnih priloga od ukupno šezdesetak autora iz svjetske književnosti, od antičkog do suvremenog doba. Na stranicama Srđa javilo se više od 60 prevoditelja koji su Uredništvu slali prevedene priloge, a najviše su ih priložili Antun Krespi (12), Arsen Wenzelides (10) i Večanski (8). Prilozi su stizali iz svih južnoslavenskih krajeva, a i iz inozemstva. Tek 11.61% priloga stizalo je iz Srbije, tako da je pogrešno zaključiti da je časopis bio oruđe u rukama velikosrpske politike. Ubrzo je napuštena prvotna ideja čisto srpski usmjeriti časopis, tako da su u časopisu objavljivana i djela hrvatskih književnika.